# Колоредо ди Монте Албано-Лауцана (Удине)
Колоредо ди Монте Албано-Лауцана је насеље у Италији у округу Удине, региону Фурланија-Јулијска крајина.
Према процени из 2011. у насељу је живело 710 становника. Насеље се налази на надморској висини од 207 м.